# ولادیکا برداروفسکی
 ولادیکا برداروفسکی (مقدونی: Владица Брдаровски؛ زاده ۷ فوریه ۱۹۹۰ در بیتولا)، بازیکن فوتبال مقدونی است که برای واردار بازی می کند.

## دوران باشگاهی
برداروفسکی، فوتبال حرفه ای را با تیم شهرش، Pelister، شروع کرد. وی در ژانویه ۲۰۱۱، به رابوتنیچکی پیوست و در همان ماه، از درگاه اینترنتی MacedonianFootball.com، جایزه بهترین بازیکن جوان نیم فصل اول سال ۲۰۱۰-۱۱ را دریافت کرد. 
برداروفسکی در اول اوت ۲۰۱۳ به نخستین باشگاه خود، Pelister، بازگشت. 

## دوران ملی
برداروفسکی برای نخستین بار، در دیداری دوستانه برابر لهستان به میدان رفت. این بازی در دسامبر ۲۰۱۲ برگزار شد. وی در مجموع، ۷ بار برای کشورش به میدان رفته ولی موفق به گلزنی نشده است. آخرین بازی ملی او، یک بازی دوستانه در نوامبر ۲۰۱۵، برابر لبنان بود. 